# Jackie Leven
Jackie Leven (ur. 18 czerwca 1950 w Kirkcaldy, Fife, zm. 14 listopada 2011) – szkocki muzyk rockowy, folkowy, poeta i kompozytor.

## Życiorys
Urodził się w romskiej rodzinie 18 czerwca 1950 w Kirkcaldy. Karierę muzyczną rozpoczął pod koniec lat 60. jako John St Field. W roku 1973 nagrał album Control wydany dwa lata później. W latach 1977–1982 był wokalistą, liderem i twórcą repertuaru grupy rockowej Doll By Doll. W roku 1994 wydał pierwszy album solowy zatytułowany The Mystery of Love Is Greater Than The Mystery of Death. Od tej pory ukazało się ponad 20 płyt sygnowanych przez artystę własnym nazwiskiem lub pseudonimem Sir Vincent Lone.
Jackie Leven zmarł 14 listopada 2011 roku w wieku 61 lat po długiej walce z rakiem.

## Dyskografia
źródło:.

### Jako John St Field
- Control (1971) – pierwotnie wydana tylko w Hiszpanii, wznowiona w 1997 przez wydawnictwo Cooking Vinyl

### Z zespołem Doll by Doll
- Remember (1979, Automatic)
- Gypsy Blood (1979, Automatic)
- Doll By Doll (1981, Magnet)
- Grand Passion (1982, Magnet)
- Revenge of Memory (Live at The Sheffield Limits Club 1980) (2005, Haunted Valley)

### Albumy solowe
- Songs from the Argyll Cycle, Vol. 1 (1994, Cooking Vinyl)
- The Mystery of Love Is Greater Than The Mystery of Death (1994, Cooking Vinyl)
- Forbidden Songs of The Dying West (1995, Cooking Vinyl)
- Fairytales For Hardmen (1997, Cooking Vinyl)
- Night Lilies (1998, Cooking Vinyl)
- Defending Ancient Springs (2000, Cooking Vinyl)
- Creatures of Light And Darkness (2001, Cooking Vinyl)
- Barefoot Days (2002)
- Shining Brother, Shining Sister (2003, Cooking Vinyl)
- For Peace Comes Dropping Slow (2004, Cooking Vinyl)
- Jackie Leven Said (2005, Cooking Vinyl) – wspólnie z pisarzem Ianem Rankinem
- Elegy for Johnny Cash (2005, Cooking Vinyl)
- Songs For Lonely Americans (2006, Cooking Vinyl) – jako 'Sir Vincent Lone'
- Oh What a Blow That Phantom Dealt Me! (2007, Cooking Vinyl)
- When the Bridegroom Comes (2007, Cooking Vinyl) – jako 'Sir Vincent Lone'
- Lovers at the Gun Club (2008, Cooking Vinyl)
- Troubadour Heart (2009, Cooking Vinyl) – jako 'Sir Vincent Lone'
- Gothic Road (2010, Cooking Vinyl)
- Wayside Shrines and the Code of the Travelling Man (2011, Cooking Vinyl) – wspólnie z Michaelem Cosgravem

## Wideografia
- The Meeting of Remarkable Men (DVD) (2005, Cooking Vinyl)
- Live at Rockpalast (DVD) (2011, Intergroove Media GmbH)